# Bobkabata
Bobkabata is een geslacht van eenoogkreeftjes uit de familie van de Chondracanthidae. De wetenschappelijke naam is voor het eerst geldig gepubliceerd in 1990 door Hogans & Benz.

## Soorten
- Bobkabata kabatabobbus Hogans & Benz, 1990